# Juncus grisebachii
Juncus grisebachii är en tågväxtart som beskrevs av Franz Georg Philipp Buchenau. Juncus grisebachii ingår i släktet tåg, och familjen tågväxter. Inga underarter finns listade i Catalogue of Life.